# Зырянов, Павел Степанович
Павел Степанович Зырянов (22 сентября 1922, Перебор — 24 марта 1974, Свердловск) — советский физик-теоретик, учёный и педагог в области экспериментальной физики, организатор науки, доктор физико-математических наук (1966), профессор (1969). Участник Великой Отечественной войны.

## Биография
Родился 22 сентября 1922 года в деревне Перебор Камышловского уезда Пермской губернии.
С 1941 года призван в ряды Красной армии, с 1942 по 1945 годы участник Великой Отечественной войны в составе химического отдела 69-й армии и штаба 2-й гвардейской танковой армии в звании сержант и в должности метеоролога-наблюдателя и заведующего хранилищем армейской химической летучки. Воевал на Юго-Западном, Воронежском, Степном и 1-м Белорусском фронтах, в боях был дважды ранен. За участие в войне и проявленные при этом мужество и героизм был награждён медалью «За отвагу» и двумя медалями «За боевые заслуги».
С 1945 по 1950 годы проходил обучение на физико-математическом факультете Уральского государственного университета. С 1950 по 1954 годы обучался в аспирантуре Московского государственного университета, ученик профессора А. А. Власова.
С 1954 года начал заниматься педагогической деятельностью на физико-техническом факультете Уральского политехнического института: с 1954 по 1955 годы — старший преподаватель, с 1955 по 1961 годы — доцент, читал курс лекций по вопросам связанным с газо и гидро динамикой, квантовой химией, электродинамикой, физикой твёрдого тела и атомного ядра, аналитической и квантовой механикой.
С 1961 по 1969 годы — старший научный сотрудник, с 1969 по 1974 годы был одним из организаторов и бессменным руководителем Лаборатории кинетических явлений Института физики металлов АН СССР, был организатором Уральской научной школы в области теории акустических и электронных явлений в металлах и полупроводниках. С 1965 по 1974 годы занимался педагогической деятельностью на физическом факультете Уральского государственного университета — профессор кафедры теоретической физики, читал курс лекций в области физики твёрдого тела, общей и теоретической физике.
В 1954 году защитил диссертацию на соискание учёной степени — кандидата физико-математических наук по теме: «Некоторые приложения коллективных взаимодействий к теории металлов», в 1966 году — доктора физико-математических наук по теме: «Квантовая теория термомагнитных явлений в металлах и полупроводниках». В 1955 году утверждён в учёном звании — доцента, в 1969 году П. С. Зырянову было присвоено учёное звание — профессора.
Основная научно-исследовательская деятельность П. С. Зырянова была связана с вопросами в области изучения поглощения звука в металлах, физической кинетики и явлений в квантующем магнитном поле. П. С. Зырянов был автором фундаментальных научных работ в области проблем биофизики и колебаний атомных ядер.
Скончался 24 марта 1974 года в Свердловске. Похоронен на Широкореченском кладбище.

## Основные труды
Основной источник:
- Некоторые приложения метода коллективных взаимодействий к теории металлов / МГУ им. М. В. Ломоносова. — Москва: 1953.
- Квантовая теория термомагнитных явлений в металлах и полупроводниках / Объедин. учен. совет при Ин-те физики металлов АН СССР. — Свердловск: 1965.
- Введение в физику электромагнитных явлений / МВ и ССО РСФСР. Урал. гос. ун-т им. А. М. Горького. — 2-е изд., испр. и доп. — Свердловск: Урал. ун-т, 1973. — 245 с.
- Квантовая теория явлений электронного переноса в кристаллических полупроводниках / П. С. Зырянов, М. И. Клингер. — М.: Наука, 1976. — 480 с.

## Награды
- Медаль «За отвагу» (07.06.1945);
- Две Медали «За боевые заслуги» (06.11.1944, 13.04.1945);
- Медаль «За победу над Германией в Великой Отечественной войне 1941—1945 гг.» (09.05.1945[5]).